# Conception whig de l'histoire
La conception whig de l'histoire (ou historiographie whig) est une approche de l'historiographie qui présente l'histoire  comme une progression inévitable vers une plus grande liberté dans la tradition des Lumières, culminant dans les formes modernes de démocratie libérale et de monarchie constitutionnelle. Le terme est employé largement au-delà du domaine relatif à l'histoire anglaise, par exemple dans l'histoire des sciences, pour désigner (et critiquer) des récits téléologiques (orientés vers une fin), basés sur des héros, mus par une vision transhistorique (non liée à une civilisation particulière) des choses. Le mot whiggishness est parfois utilisé comme un terme générique pour désigner l'historiographie Whig. Dans l'histoire des sciences, le terme est utilisé pour désigner une historiographie qui se focalise sur l'aspect positif de la chaîne des théories et des expérimentations qui conduisent à la situation présente en ignorant les échecs et les voies sans issue. L'historiographie whig a des points communs avec la théorie de l'histoire marxiste-léniniste qui pense que l'humanité se dirige à travers des étapes historiques vers une société communiste égalitaire et sans classe,.
L'histoire whig est une forme de libéralisme qui met sa foi dans le pouvoir de la raison humaine pour réformer la société sans égard pour le passé historique et la tradition. Elle s'oppose à l'histoire conservatrice ou « Toryisme » qui, pour l'historien anglais A.J.P. Taylor, « doute de la nature humaine,... se méfie des améliorations, s'accroche aux institutions traditionnelles et préfère le passé au présent ».

## Caractérisation

### L'apport de Butterfield
L'historien britannique Herbert Butterfield utilise l'expression « Whig history » dans un essai intitulé The Whig Interpretation of History (1931). Le nom vient du parti whig, favorable au pouvoir du parlement du Royaume-Uni et opposé aux Tories, favorables au pouvoir du roi. Le premier à parler de ce thème est H. A. L. Fisher qui en 1928 donne une Raleigh Lecture sur The Whig Historians, from Sir James Mackintosh to Sir George Trevelyan. Selon lui, l'historien whig ne comporte aucun aspect négatif et il faut comprendre le terme plutôt comme un concept politique que comme indiquant une idée de progrès ou de causalité. Pour  P. B. M. Blaas, la conception whig de l'histoire a perdu de sa vigueur en 1914.
Le livre de Butterfield marque l'émergence de ce terme comme concept négatif et s'inscrit dans un mouvement très sensible durant l'entre-deux-guerres de rejet de l'idée que le monde devient meilleur chaque jour. Par ailleurs, sa façon de juger le passé en fonction du présent (présentisme) et son idée que l'histoire a un but sont de plus en plus contestés. Les caractéristiques de l'historiographie Whig telles que définies par Butterfield incluent une interprétation de l'histoire comme une progression vers l'état présent et tout spécialement vers le constitutionnalisme britannique. Butterfield écrit :

« Par nature, l'interprétation whig de l'histoire étudie le passé en référence au présent [...] »

Exemples emblématiques de distorsions introduites par cette interprétation :
- Le parlement britannique et la monarchie constitutionnelle sont le summum du développement politique ;
- La monarchie constitutionnelle a toujours été un idéal, sans considération pour les conflits entre la monarchie et le parlement ;
- Les hommes politiques du passé avaient des croyances politiques modernes (anachronisme) ;
- Les figures politiques du passé sont des héros quand ils font avancer la cause du progrès et des méchants quand ils essaient d'en empêcher son inévitable triomphe[8].

Butterfield soutient que cette approche de l'histoire gêne le travail de l'historien. L'accent mis sur le progrès inévitable conduit à une croyance trompeuse en une ligne de causalité sociologique qui ne conduit pas l'historien à étudier réellement les causes du changement historique. Par ailleurs, voir le présent comme le but de l'histoire  conduit l'historien à sélectionner les événements qui semblent importants du point de vue actuel.
La solution avancée par Butterfield à l'historiographie Whig est de faire preuve d'une certaine sensibilité à l'égard du passé, d'étudier le passé pour le passé, d'être sensible au concret et au complexe en cherchant à aller vers le passé sans chercher à lier passé et présent.

### Les apports ultérieurs
La formulation de Butterfield reçoit beaucoup d'attention, mais le type de récit historique qu'il dénonce n'est plus en vigueur dans les milieux universitaires. Pourtant, le livre de Butterfield est critiqué par David Cannadine, qui le décrit comme « léger, confus, répétitif et superficiel ».
Pour Michael Bentley la « théorie whig de l'histoire » telle que la voit Butterfield constitue le « canon » (les grands traits) des historiens britanniques du XIXe siècle tels que William Stubbs, James Anthony Froude, E. A. Freeman, J. R. Green, W. E. H. Lecky, Lord Acton, J. R. Seeley, S. R. Gardiner, C. H. Firth et J. B. Bury (en fait, seul Thomas Carlyle est hors de ce canon). Bentley commente :

« Carlyle mis à part, ceux qu'on appelle les Whigs sont généralement des penseurs chrétiens et surtout anglicans selon lesquels la Réforme protestante fournit le cadre essentiel de la recherche des origines de l'Angleterre moderne. Quand ils écrivent sur l'histoire de la constitution anglaise, comme beaucoup d'entre eux l'ont fait, ils abordent leur histoire comme s'ils avaient une Bonne Nouvelle à annoncer. »

Pour Roger Scruton, dans A Dictionary of Political Thought (1982), la théorie sous-jacente à l'historiographie Whig porte essentiellement sur le progrès social et tend à voir les progressistes comme des gens victorieux et bons. Cannadine écrit que de la tradition historique anglaise qu' :

« elle était férocement partisane et donneuse de leçons morales, divisant les hommes et les femmes du passé entre bons et méchants. Et, pour ce faire, elle s'appuyait sur une préférence marquée pour le  libéralisme anglais  et les causes progressistes, plutôt que sur le conservatisme et la réaction.. […] la conception Whig de l'histoire, avait, en bref, une vue extrêmement biaisée du passé, était avide de jugements moraux, et était faussée par sa téléologie, son anachronisme  et son souci du présent. »

## Présence de la conception whig dans divers domaines

### Dans l'histoire de la science
L'historiographie de la science est souvent perçue comme imprégnée d'historiographie « whiggish ». Comme toute historiographie Whig, l'historiographie « whiggish » des sciences tend à diviser les acteurs historiques entre les « bons » qui sont du côté de la vérité telle qu'elle est conçue actuellement et les « mauvais » qui se sont opposés à cette vérité par ignorance ou parce qu'ils avaient une vue biaisée. Les écrits des scientifiques ont tendance à être très marqués par la tradition whig, de même que celle des historiens généralistes, tandis que les historiens professionnels de la science s'opposent à une telle tendance.

« Vers le milieu des années 1970, il est devenu courant parmi les historiens des sciences d'employer les termes ‘Whig’ et ‘Whiggish’, souvent accompagné de mots comme 'hagiographique ’, ‘internaliste’, ‘triomphaliste’, ou même ‘positiviste’, pour dénigrer les grands récits du progrès scientifique. À un certain niveau, il y a un parallèle évident entre l'attaque sur l'histoire Whig  de la Constitution dans les premières décennies du siècle. En effet, comme P. B. M. Blaas l'a montré les premières attaques faisaient partie d'une attaque plus générale lancée par les scientifiques et les professionnels de l'histoire, au nom de l'autonomie de leur champ, contre une historiographie populaire, partisane et moralisatrice. De façon similaire… Pour les champions de la nouvelle histoire des sciences en voie de professionnalisation après la Seconde Guerre mondiale, il s'agissait d'établir une distance critique entre l'histoire des sciences et l'enseignement et la promotion de la science. Ils étaient en particulier méfiants envers les grandes récits laudateurs et didactiques sur les découvertes scientifiques et le progrès qui avaient proliféré pendant les années de l'entre-deux-guerres. »

Plus récemment, des scientifiques soutiennent que l'historiographie whig est essentielle pour l'histoire des sciences. D'une part, le terme histoire des sciences a lui-même des implications whiggish. En effet, le mot science a une signification claire durant le XIXe siècle et une partie du XVIIIe siècle. Avant, au XVIIe siècle, son sens est différent, chimie et alchimie étant par exemple étroitement imbriquées. Le rejet du whiggisme par les historiens des sciences est critiqué par des scientifiques au motif qu'il ne prend pas assez en compte la profondeur temporelle de la recherche scientifique.

### Whiggisme et téléologie
Dans The Anthropic Cosmological Principle (1986), John D. Barrow et Frank J. Tipler identifie le whiggisme (whiggishness ou whiggery) avec le principe téléologique d'un sens de l'histoire qui amènerait à la démocratie libérale.

### Dans la culture populaire
Pour James A. Hijiya, malgré ses limites, l'historiographie whig a une forte influence sur la perception populaire de la politique et du développement social. Cette influence persistante est liée à sa capacité à mettre en scène les narrations historiques de conflits épiques à propos d'idéaux liés à la philosophie des Lumières. Des aspects de l'interprétation whig de l'histoire apparaissent dans des films, dans les émissions de télévision, la rhétorique politique ou même des livres d'histoire.
La vision populaire de l'évolution humaine et de la paléoanthropologie peut être mêlée de whiggisme comme le montre la célèbre illustration Marche du Progrès (1965). Le livre et le film sur le procès Scopes sur l'enseignement du darwinisme sont parfois vus comme reflétant une vision whig de l'histoire. Toutefois, ce point de vue est contesté par l'historien Edward J. Larson dans le livre Summer for the Gods: The Scopes Trial and America's Continuing Debate Over Science and Religion (1997), pour lequel il remporte le prix Pulitzer d'histoire en 1998.